# 蘇梅車站
蘇梅車站（羅馬化：Sumy）是烏克蘭北部蘇梅州首府蘇梅的主要鐵路車站，啟用於1878年。1948年，車站改建。現今的車站大樓建於1982年。